# Герб Тавіри
Ге́рб Таві́ри — офіційний символ міста Тавіра, Португалія. Використовується як територіальний герб. У срібному щиті червоний семиарковий міст, по краях якого дві башти із чорними вікнами. Низ щита перетятий річкою у вигляді двох синіх і двох срібних смуг, і морем у вигляді трьох зелених і трьох срібних. У морі чорний човен, оздоблений золотом, з трьома щоглами і срібними вітрилами. У главі щита червоний Яківський хрест. Обабіч нього дві алгарвські голови: світлошкірого християнського короля в золотій короні (праворуч) і темношкірого мавританського еміра в срібному тюрбані (ліворуч). Щит увінчує срібна мурована міська корона з п'ятьма вежами.  Під щитом біла стрічка, на якій великими літерами напис португальською: «cidade de Tavira» (місто Тавіра).  Офіційно затверджений 6 березня 1933 року.  

## Галерея

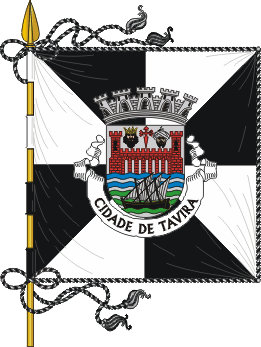
Прапор